# فرولیچ (دهانه)
فرولیچ یک دهانه برخوردی در ماه‌ است.

## دهانه‌های اقماری
این دهانه ۱ دهانه اقماری دارد.
| Froelich | عرض جغرافیایی | طول جغرافیایی | قطر          |
| -------- | ------------- | ------------- | ------------ |
| M        | ۷۷.۶° N       | ۱۰۹.۳° W      | ۲۹.۰ کیلومتر |